# Julio Castillo (bokser)
Julio César Castillo (ur. 10 maja 1988) – ekwadorski bokser, srebrny i brązowy medalista igrzysk panamerykańskich.
W 2006 reprezentował Ekwador na Igrzyskach Południowoamerykańskich w Buenos Aires zdobywając brązowy medal w wadze półciężkiej. Rok później wziął udział w Igrzyskach Panamerykańskich w Rio de Janeiro. Po pokonaniu Carlosa Negrona w półfinale przegrał z Eleiderem Alvarezem i zdobył brązowy medal w wadze półciężkiej. Z Alvarezem przegrał również kwalifikację do igrzysk olimpijskich w Pekinie.
W 2010 zdobył złoty medal w wadze ciężkiej na Igrzyskach Południowoamerykańskich w Medellin, w 2011 zaś wystąpił w igrzyskach panamerykańskich w Gudalajarze również w wadze ciężkiej. Wygrał z reprezentantem Kolumbii Deivisem Julio oraz w półfinale z Andersonem Emmanuelem (Barbados). W finale przegrał na punkty z Kubańczykiem Lenierem Pero zdobywając srebrny medal.
Odpadł w pierwszej rundzie podczas igrzysk olimpijskich w Londynie (2012).